# Służba cywilna
Służba cywilna – wyodrębniony zespół profesjonalnych urzędników zatrudnionych w organach administracji publicznej, mających gwarancje stałości stosunku pracy, niezależnie od wyniku wyborów.

## Służba cywilna w Polsce
Według Konstytucji RP służba cywilna działa w celu zapewnienia zawodowego, rzetelnego, bezstronnego i politycznie neutralnego wykonywania zadań państwa w urzędach administracji rządowej. Zwierzchnikiem korpusu służby cywilnej jest Prezes Rady Ministrów. Podstawą prawną działania służby cywilnej w Polsce jest ustawa o służbie cywilnej z 2008.
W skład korpusu służby cywilnej wchodzą urzędnicy szczebla centralnego, jak również przedstawiciele rządowej administracji terenowej – niezespolonej i zespolonej.
Korpus służby cywilnej tworzą pracownicy zatrudnieni na stanowiskach urzędniczych w:
- Kancelarii Prezesa Rady Ministrów,
- urzędach ministrów i przewodniczących komitetów wchodzących w skład Rady Ministrów oraz urzędach centralnych organów administracji rządowej,
- urzędach wojewódzkich oraz innych urzędach stanowiących aparat pomocniczy terenowych organów administracji rządowej podległych ministrom lub centralnym organom administracji rządowej,
- Krajowej Informacji Skarbowej i izbach administracji skarbowej;
- komendach, inspektoratach i innych jednostkach organizacyjnych stanowiących aparat pomocniczy kierowników zespolonych służb, inspekcji i straży wojewódzkich oraz kierowników powiatowych służb, inspekcji i straży, chyba że odrębne ustawy stanowią inaczej,
- Centralnym Biurze Śledczym Policji,
- Biurze Spraw Wewnętrznych Policji,
- Biurze Spraw Wewnętrznych Straży Granicznej,
- Biurze Nasiennictwa Leśnego,
- jednostkach budżetowych obsługujących państwowe fundusze celowe, których dysponentami są organy administracji rządowej.

Korpus służby cywilnej tworzą także powiatowi i graniczni lekarze weterynarii oraz ich zastępcy. W skład służby cywilnej nie wchodzą pracownicy samorządu terytorialnego.
Korpus służby cywilnej dzieli się na pracowników (osoby zatrudnione na umowie o pracę) i urzędników (mianowanych przez Szefa Służby Cywilnej). Pojęcie członka korpusu służby cywilnej oznacza pracowników, urzędników oraz osoby zatrudnione na wyższych stanowiskach w służbie cywilnej.
Członek korpusu służby cywilnej nie może kierować się interesem jednostkowym lub grupowym. Nie wolno mu publicznie manifestować poglądów politycznych, uczestniczyć w strajku lub akcji protestacyjnej zakłócającej normalne funkcjonowanie urzędu. Ponadto nie może on łączyć zatrudnienia z mandatem radnego. Urzędnik mianowany nie może tworzyć ani uczestniczyć w partiach politycznych. Członek korpusu zajmujący wyższe stanowisko nie może pełnić funkcji w związkach zawodowych.
W styczniu 2016 weszła w życie nowelizacja ustawy o służbie cywilnej, m.in. znosząca konkursy na wyższe stanowiska (jest ich ok. 1600) na rzecz powoływania na te stanowiska.